# Bulletin de l'institut archéologique liégeois
Pour les articles homonymes, voir Bial.
Le Bulletin de l'institut archéologique liégeois (BIAL) est une publication scientifique de l'Institut archéologique liégeois publiée depuis 1852 au format in-8 (24 × 15,5). 115 volumes ont été édités de la création du bulletin à 2011.
Le règlement a été publié en 1852, dans le premier numéro. Le tome 31 contient la table des matières des volumes 1 à 30 (jusque 1901). Le tome 73 contient la table des matières des volumes 32 à 65. Tous les volumes parus jusqu'en 1985 sont librement accessibles en ligne.